# Pholcus oculosus
Pholcus oculosus är en spindelart som beskrevs av Zhang 2000. Pholcus oculosus ingår i släktet Pholcus och familjen dallerspindlar. Inga underarter finns listade i Catalogue of Life.